# Kenora Thistles
Kenora Thistles byl profesionální kanadský klub ledního hokeje, který sídlil v Kenorě v provincii Ontario. V letech 1904–1908 působil v soutěži Manitoba Hockey Association. Založen byl v roce 1894 pod názvem Rat Portage Thistles. Poslední název obdržel v roce 1905 při přejmenování města. Thistles se zúčastnily celkem tří zápasů o Stanley Cup, pouze jeden z nich dopadl pro klub úspěchem.

## Historické názvy
Zdroj: 
- 1894 – Rat Portage Thistles
- 1905 – Kenora Thistles

## Úspěchy
- Vítěz Stanley Cupu ( 1× )
  - 1907

## Galerie

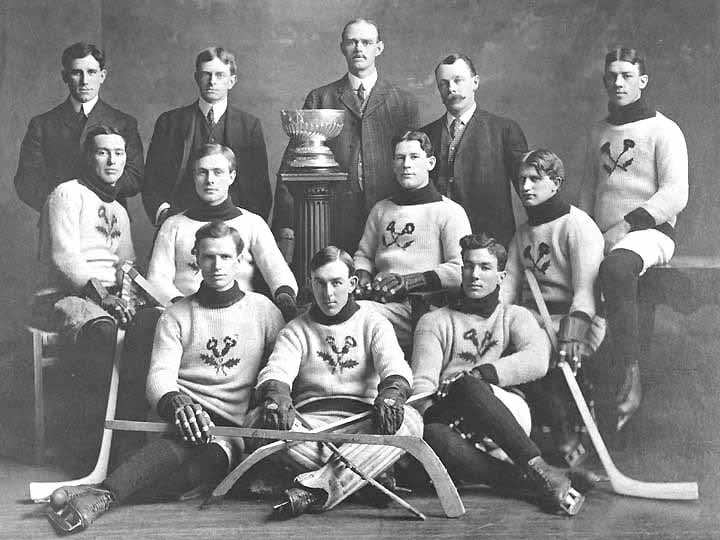
Vítězové Stanley Cupu v roce 1907
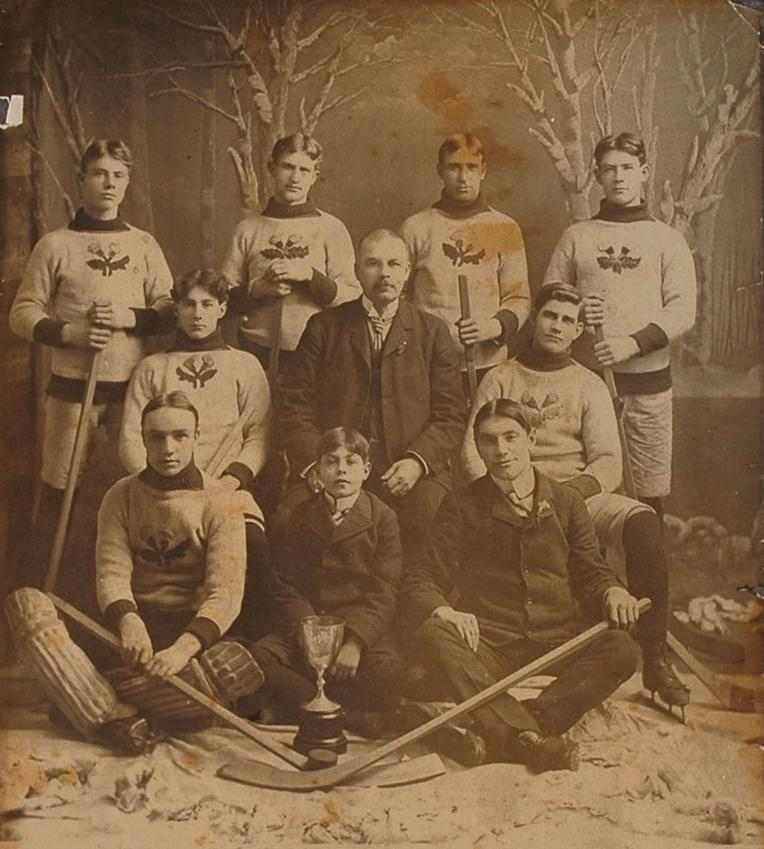
The Thistles, 1900
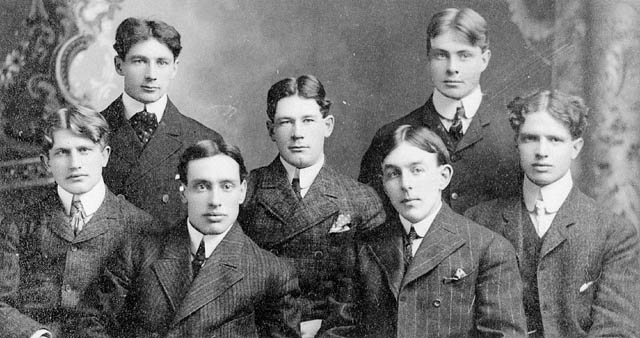
Kenora Thistles 1905/06 (zleva: Billy McGimsie, Matt Brown, Roxy Beaudro, Tommy Phillips, Eddie Giroux, Tom Hooper, Si Griffis.)